# 台巴子
台巴子（上海话拼音：dhebazi，发音：[[Wikipedia:上海话国际音标|[dᴇ̀pᴀ̋tsɿ᷆]]]）是中國大陸人或非台湾人士对台湾人的称呼，意为“来自台湾的鄉巴佬”。台巴子成为特定名词，源于上海商贩，后广泛流传于整个华语地区。

## 詞源
巴子本義為上海人對外地人的貶義稱呼，但有時朋友之間也會用到，在吳方言中並非徹底的蔑稱。它還可以指做錯事、會錯意、搞錯方向，甚至可以是情人之間打情罵俏的用詞。
台巴子一詞，其出現的原因，應是台灣海峽兩岸從1949年以來長期分治，价值观、文化習俗和生活習慣上早已形成诸多隔阂，大批来上海市的台湾人和上海本地居民在日常生活多有摩擦。上海本地商贩（從二十世紀九十年代九江路、襄阳路等商业闹區）是最先开始使用这种针对特定地域族群的蔑稱。而对台湾人的刻板印象在人际传播过程中引起推波助澜的作用，台巴子流行到中國大陸全境時，由於沒有了特有的語境支持，就由原先的蔑稱，進而變成一個对台湾人常見的歧視用語。
從文化的角度來看，台巴子一詞屬於古代的“市井隱語”和現、當代的“民間隱語”的範疇。這兩類隱語中的某些成分與同時代的俚俗語間並沒有絕對的界限。部分隱語“曝光”被全民語言吸收的過程，也就是亞文化與全民文化互相滲透、同化的過程。

## 爭議
台巴子一詞曾多次引起爭議。2009年颱風莫拉克風災造成兩岸航班混亂，中國東方航空一航班也被迫延後，有台灣乘客向東方航空職員抱怨東方航空為何不提前通知，而航空公司職員卻辱罵台灣乘客是「台巴子」，引起台灣乘客極度不滿。東航最終派一位主管向乘客道歉。
中华民国行政院新聞局駐多倫多官員郭冠英以范蘭欽為筆名，發表《台巴子要專政》一文，引起台灣輿論嘩然。新闻局於是以“欺瞒乱言”為由免去郭的职位，郭也因此失去了两千多万台币退休金。其后，郭冠英向公惩会提出申诉。公惩会以他不“谨慎勤勉”，应予撤职，停止任用3年。監察院以其影響政府機關形象，違失情節嚴重，爰依法提案彈劾。
2017年1月18日，郭冠英退休案台北高等行政法院判郭冠英勝訴，但仍可上訴最高行政法院。2018年9月6日，臺灣最高行政法院駁回銓敘部上訴，郭冠英勝訴確定，全案定讞。